# Couvent des Dames de Bellechasse
Le couvent des Dames de Bellechasse est un couvent de l’ordre de Saint-Augustin établi rue Saint-Dominique de 1635 à 1790. 

## Histoire
La baronne de Planci fit venir en 1632 de Charleville 5 religieuses chanoinesses Augustines du Saint-Sépulcre éprouvées par les malheurs de la guerre de Trente ans. Les religieuses  achètent en 1635 au financier Louis Le Barbier  un terrain de 7 arpents situé chemin des Vaches actuelle rue Saint-Dominique au lieu-dit Belle Chasse.
L’établissement est confirmé par lettres-patentes de Louis XIII de mai 1637. Le terrain acquis gratuitement par Louis Le Barbier  à l’Abbaye Saint-Germain pour y établir un couvent avait été vendu 90 000 livres à la communauté ce qui entraîne un procès à la découverte par les religieuses de la plus-value.
Les Dames de Bellechasse  se consacrent à l’éducation des jeunes filles de la noblesse et de la haute bourgeoisie.
Les religieuses avaient fait construire des maisons rue Saint-Dominique pour les donner en location. Un de ces pavillons fut loué au jeune Talleyrand, Abbé de Périgord, vers 1780.
Les religieuses cèdent en 1777 un terrain actuellement situé au 11bis de la rue Saint-Dominique à Louis-Philippe d’Orléans duc de Chartres qui y  fait édifier  un pavillon pour y loger ses filles à leur naissance et leur gouvernante Madame de Genlis.

## Fermeture du couvent
Le couvent est fermé en 1790 et la propriété entre dans le domaine national. 
Une partie du terrain et des bâtiments est revendu  par l’État à charge pour les acquéreurs d’ouvrir une rue. Celle-ci nommée à son ouverture en 1805 « rue Neuve de Bellechasse » est la partie de la rue de Bellechasse comprise entre la rue de Grenelle et la rue Saint-Dominique. L’État établit un dépôt de fourrages sur la partie du domaine de l’ancien couvent qui reste sa propriété le long de la rue Saint-Dominique puis le revend en 1828 avec celui de l’ancien couvent des Carmélites rue de Grenelle pour créer un lotissement sur lequel ont été ouvertes les rues de Martignac, Casimir-Périer,  Las-Cases et de Champagny. L’église Sainte-Clotilde est construite sur le terrain subsistant après ce lotissement.